# Émile Vernaudon
Émile Vernaudon, né le 8 décembre 1943 à Papeete (Tahiti), est un homme politique français, ancien président de l'Assemblée de la Polynésie française par deux fois, député à l'Assemblée nationale française et ministre des Postes et Télécommunications de Polynésie française.

## Biographie
Géomètre de profession, Émile Vernaudon devient maire de Māhina en 1977, mandat qu'il perd en 2009, frappé d'inéligibilité. Issu d'E'a Api, il fonde, en 1982, le parti Ai'a Api, qu'il préside par la suite.
Il est député (non-inscrit) de la deuxième circonscription de la Polynésie française de 1988 à 1993 et de 1997 à 2002, ainsi que membre de l'Assemblée de la Polynésie française, où il fait partie du groupe Polynésiens ensemble. Il siège à l'Assemblée de la Polynésie française de 1982 à 1983, de 1986 à 1992, de 1996 à 2001 et de 2004 à 2008.
Entre 2005 et 2006, il est ministre des Postes et Télécommunications du gouvernement d'Oscar Temaru.

### Affaires judiciaires

#### Affaire de la gestion de l'Office des postes et télécommunications
Le 4 décembre 2007, Vernaudon est placé en détention provisoire dans l'affaire de la gestion de l'Office des postes et télécommunications. Il lui est reproché d'avoir détourné des fonds publics d'un montant estimé à 115 millions de FCFP (environ 960 000 euros) sur une période allant de mars 2005 à mai 2006. Au second tour de l'élection municipale de mars 2008 à Māhina, la liste qu'il mène depuis sa cellule de la prison de Nuutania obtient la majorité des sièges au conseil municipal et il parvient à se faire réélire maire. Il sort finalement de prison le 2 avril.
Il est à nouveau incarcéré le 18 janvier 2011, à la suite de sa condamnation à cinq ans de prison ferme et cinq ans d'inéligibilité pour recel et complicité de détournement de fonds publics, complicité de faux et usage de faux et prise illégale d'intérêts. Le mois suivant, lors du second tour de l'élection municipale partielle de Māhina, la liste qu'il conduit arrive en troisième position, recueillant 23,2 % des suffrages exprimés. Fin mai 2011, toujours en prison, il démissionne de son poste de conseiller municipal et quitte la vie politique,. Il bénéficie d'une mesure de libération conditionnelle le 6 juin 2012.

#### Affaire du cabanon de Tautira
Dans l'affaire du cabanon de Tautira, il lui est reproché d'avoir assisté au Conseil des ministres au cours duquel a été pris un arrêté lui accordant le droit d'occuper 1800 m² de domaine public à Tautira. Le 7 avril 2008, la cour d'appel de Papeete le condamne à 12 mois de prison avec sursis, à un an d'inéligibilité et à 25 140 euros d'amende (3 millions de FCFP). En conséquence, il perd son poste de maire de Māhina l'année suivante, après le rejet de son pourvoi en cassation.